# Walckenaeria mengei
Walckenaeria mengei este o specie de păianjeni din genul Walckenaeria, familia Linyphiidae, descrisă de Friedrich Wilhelm Bösenberg în anul 1902.
Este endemică în Germania. Conform Catalogue of Life specia Walckenaeria mengei nu are subspecii cunoscute.